# Pavillon Pierre-Lassonde
Ne doit pas être confondu avec Pavillons Lassonde.
Le pavillon Pierre Lassonde est un édifice du complexe muséal du Musée national des beaux-arts du Québec à Québec. Construit au coût de 103,4 millions $, le nouveau musée a ouvert ses portes le 24 juin 2016. L’addition de 14 900 m2 a augmenté de 90 % la surface d’exposition du musée, afin d’accueillir des œuvres d’art contemporain. Ce pavillon devient la nouvelle porte d’entrée d’un complexe muséal enrichi de sept nouvelles galeries.
La conception du pavillon, attribuée par concours, est de la branche newyorkaise du bureau d’architecte Office for Metropolitan Architecture (OMA), sous la direction de Shohei Shigematsu. La firme québécoise Provencher Roy (en) a réalisé le projet.
Qualifié de « produit d'appel » pour le tourisme dans la capitale québécoise, l'ouverture du pavillon a permis au musée national de doubler sa fréquentation à 328 000 au cours des deux derniers trimestres de l'année 2016.

## Contexte environnemental et historique

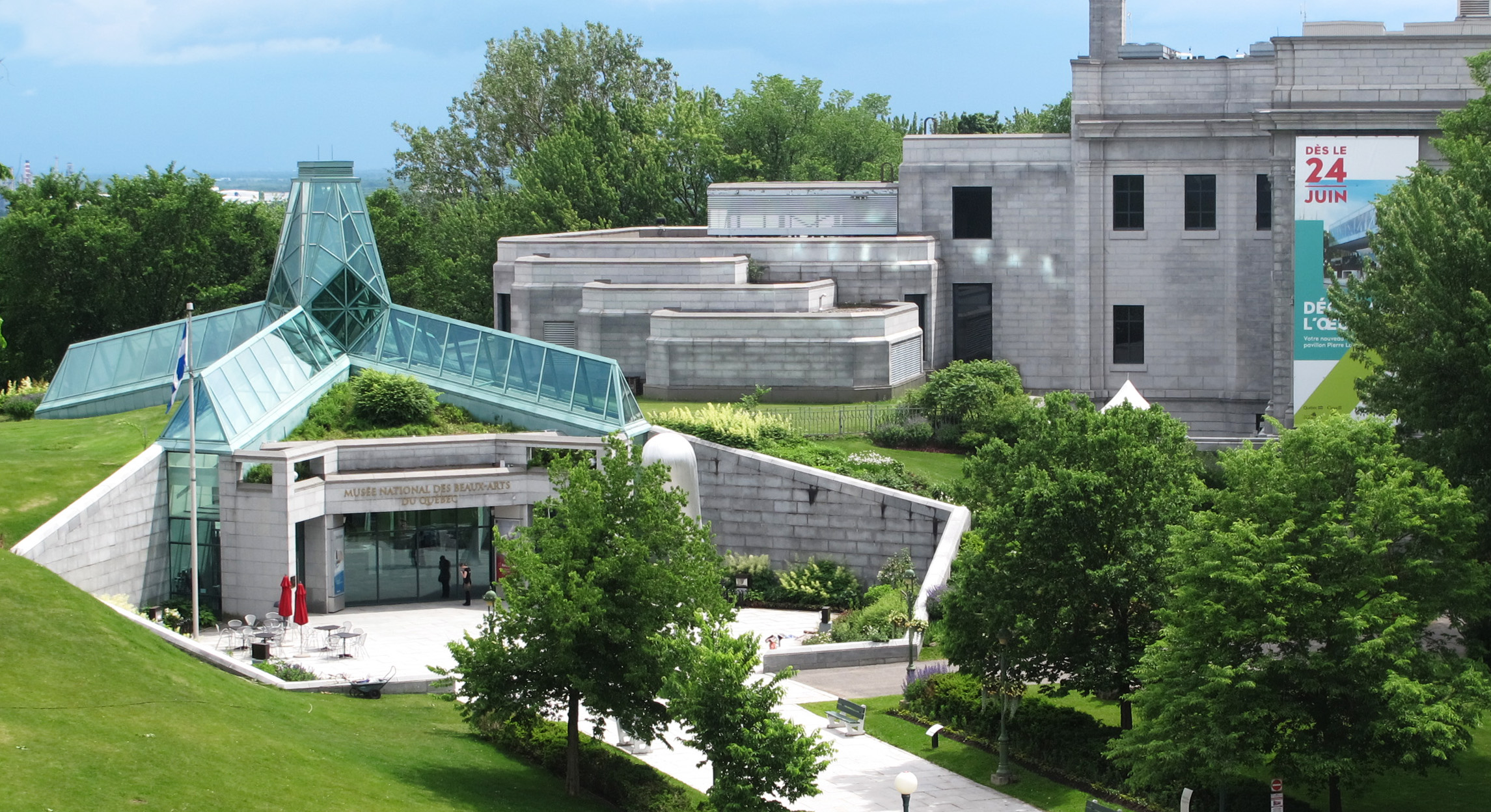
Le pavillon d'entrée du musée, érigé en 1991, côtoie le pavillon Gérard-Morisset, qui a été construit entre 1928 et 1931.

L’immeuble est situé sur la Grande Allée, importante avenue de la ville de Québec, au patrimoine architectural précieux, érigé principalement entre 1850 et 1920. Ce boulevard est la rue principale d’un quartier devenu commercial : petits et grands hôtels, restauration fine, terrasses branchées, etc. Le quartier aurait un potentiel de programmation artistique.
Le musée d’origine, de style néoclassique, s’est installé en 1933 au cœur du parc des Champs-de-Bataille, sur l'immense falaise qui, dans l'estuaire de Québec, surplombe le fleuve St-Laurent.
Le musée a connu, en 1991, un double agrandissement qui intégrait une prison de 1867 et un nouveau pavillon de style contemporain le rattachant au bâtiment initial.
Un objectif de l’agrandissement actuel est de rejoindre la rue, dans les deux sens de l’expression, par un lien architectural significatif de style postmoderne.

### Genèse du projet
Le projet d'agrandissement du MNBAQ prend forme au début des années 2000. Partant du constat qu'il était absurde qu'une institution comme la sienne ne puisse mettre en valeur sa riche collection faute d'espace, le directeur général John R. Porter évoque dans un document de travail de 2001 la construction d'un nouveau pavillon moderne, un «édifice original et caractérisé par l'audace», qui aurait pignon sur la Grande Allée et qui serait relié au complexe muséal par un passage souterrain. Pour le directeur, le musée a dépassé sa capacité d'accueil et ne peut mettre en valeur que 2 % de sa collection ce qui rend impératif un agrandissement à brève échéance.
À cette époque, plusieurs hypothèses sont explorées pour augmenter la superficie du musée, dont la création d'une antenne consacrée à l'art actuel dans le quartier Saint-Roch, en basse-ville et des études sont préparées par Porter et l'architecte Pierre Thibault. Mais le couvent des Dominicains et l'église Saint-Dominique demeure l'option privilégiée, en attente d'une «fenêtre d'opportunité».

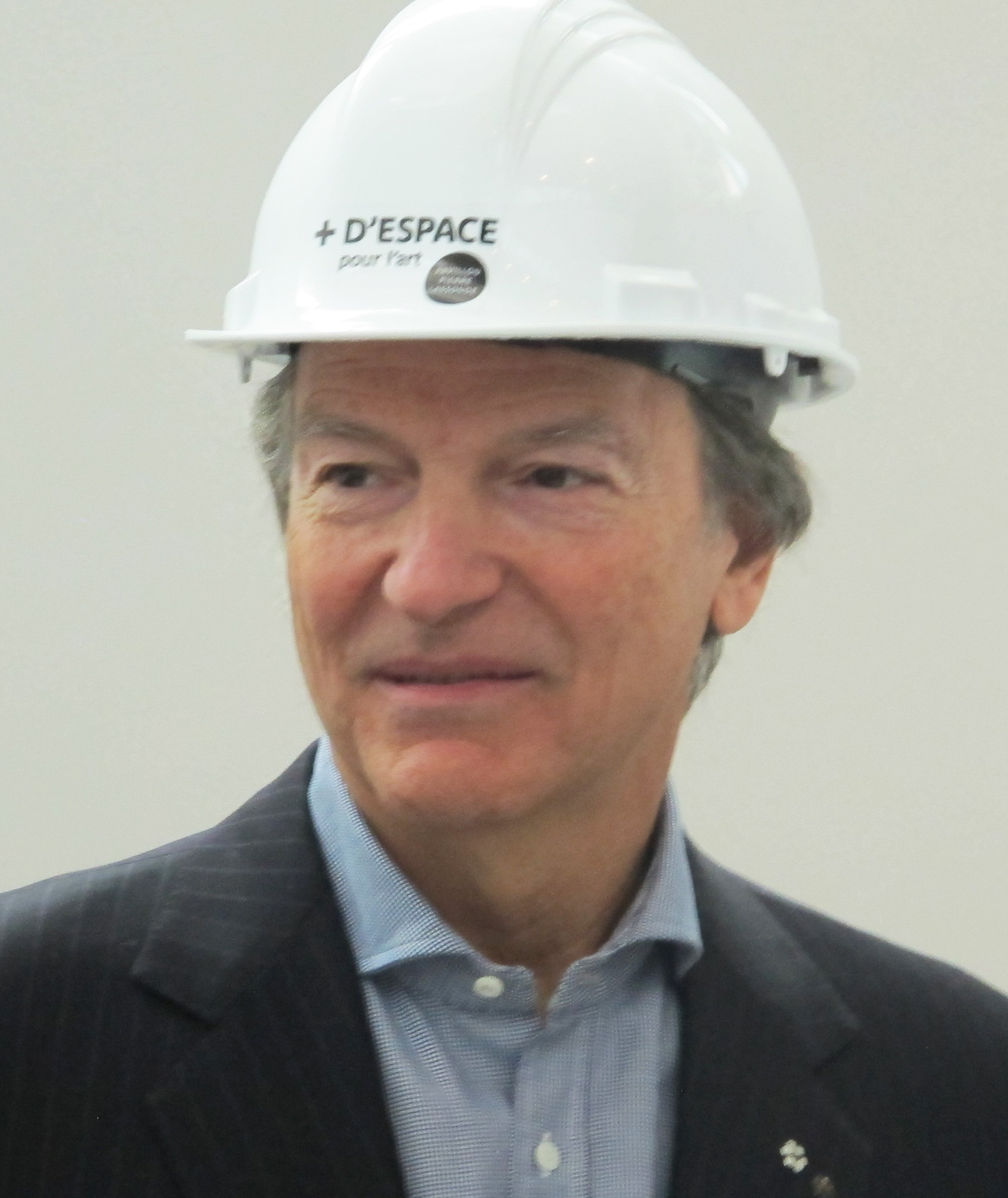
Pierre Lassonde visitant les travaux du pavillon en construction, en février 2016.

Le premier contact entre John Porter et l'homme d'affaires et mécène Pierre Lassonde survient en 2002. Lassonde, qui a fait fortune dans l'exploration aurifère, détient une importante collection personnelle et prête le tableau Le Vieux Rentier dans le cadre de la rétrospective Suzor-Coté, 1869-1937. Lumière et matière. De passage à Québec, il demande à un de ses amis de lui organiser une visite de l'exposition. Au terme de la visite d'une heure et demie pilotée par le directeur, les deux hommes conviennent de rester en contact. Vers la fin 2004, Porter convainc le premier ministre Jean Charest de faire nommer Lassonde à la présidence du conseil d'administration du musée. Nommé le 8 juin 2005, Lassonde fait du projet sa grande priorité. Il importe d'abord de sécuriser l'achat d'un terrain pour le pavillon. Porter et Lassonde entament les discussions avec le groupe d'assurances Industrielle Alliance, qui dispose d'une option d'achat sur une partie du terrain des frères Dominicains, qui est convoité par le musée. Le 12 décembre 2006, les représentants du musée rencontrent le premier ministre et la ministre de la Culture, Line Beauchamp, pour leur demander l'autorisation de négocier une entente formelle pour l'acquisition du site. Le gouvernement accepte «à la condition expresse que le Musée assume l'entièreté des coûts» de la transaction. Pierre Lassonde annonce alors qu'il financera personnellement l'achat de la propriété, au coût de 3,9 million $.

### Financement
Au printemps 2007, le gouvernement du Québec inscrit le projet à son programme d'immobilisations, dans la mesure où le gouvernement fédéral et le musée participent au financement. Le 20 décembre 2007, le gouvernement du Canada, confirment leur participation au projet avec des contributions de 33,7 millions $ chacun, sur un budget estimé initialement à 90 millions $. La partie restante du projet, soit 22,6 millions $, doit provenir de sources privées.
La campagne de financement a été lancée officiellement en septembre 2010 avec un objectif de 25 millions $. Présidée par l'homme d'affaires Louis Garneau, la campagne a organisé une série d'événements bénéfices en plus de recevoir des contributions importantes grandes entreprises établies au Québec ou de leurs fondations : Québecor, Power Corporation du Canada, Banque de Montréal, CIBC, Banque nationale du Canada, de la fondation familiale d'Alain Bouchard, fondateur d'Alimentation Couche-Tard, et de sa conjointe et de la Fondation Bombardier, entre autres.
Pierre Lassonde annonce en octobre 2011 qu'il porte sa contribution à 10 millions $ et la Ville de Québec investit 5 millions dans l'agrandissement, le maire Régis Labeaume justifiant ce don en déclarant «Pierre Lassonde, personnellement, met 10 millions $ de ses poches. La décence même, c'est qu'on en mette au moins la moitié».
Après une réévaluation des coûts en raison de l'appel d'offres annulé de 2012, le coût de l'agrandissement du musée s'établit à 103 millions $, en hausse de 13 millions $. En novembre 2012, les dirigeants du MNBAQ se tournent vers le ministère de la Culture du Québec pour obtenir une rallonge pour combler le manque à gagner, une demande qui est refusée par la sous-ministre. Le lendemain, la députée de la circonscription de Taschereau et ministre Agnès Maltais est informée que John Porter menace de mettre fin au projet. Elle interpelle alors la première ministre Pauline Marois dans une conversation sur le plancher de l'Assemblée nationale :

« J'ai dit : "Pauline, le sais-tu, ils ne veulent pas rallonger l'argent pour le musée?" se remémore Mme Maltais. "La décision est prise, pour eux autres. Je te pose juste une question : veux-tu léguer un trou, ou si tu veux léguer un musée?" Elle m'a regardée et m'a dit : "un musée, Agnès". Je lui ai demandé si je pouvais faire les téléphones nécessaires. Elle m'a dit : "oui, et tout de suite." »

— Agnès Maltais, ministre dans le gouvernement Marois, 
En mai 2013, le gouvernement du Québec annonce qu'il accepte de porter sa contribution à 45,1 millions $ alors que la fondation du musée augmente sa contribution pour couvrir les 2 millions $ restants.

### Démolition du couvent des Dominicains

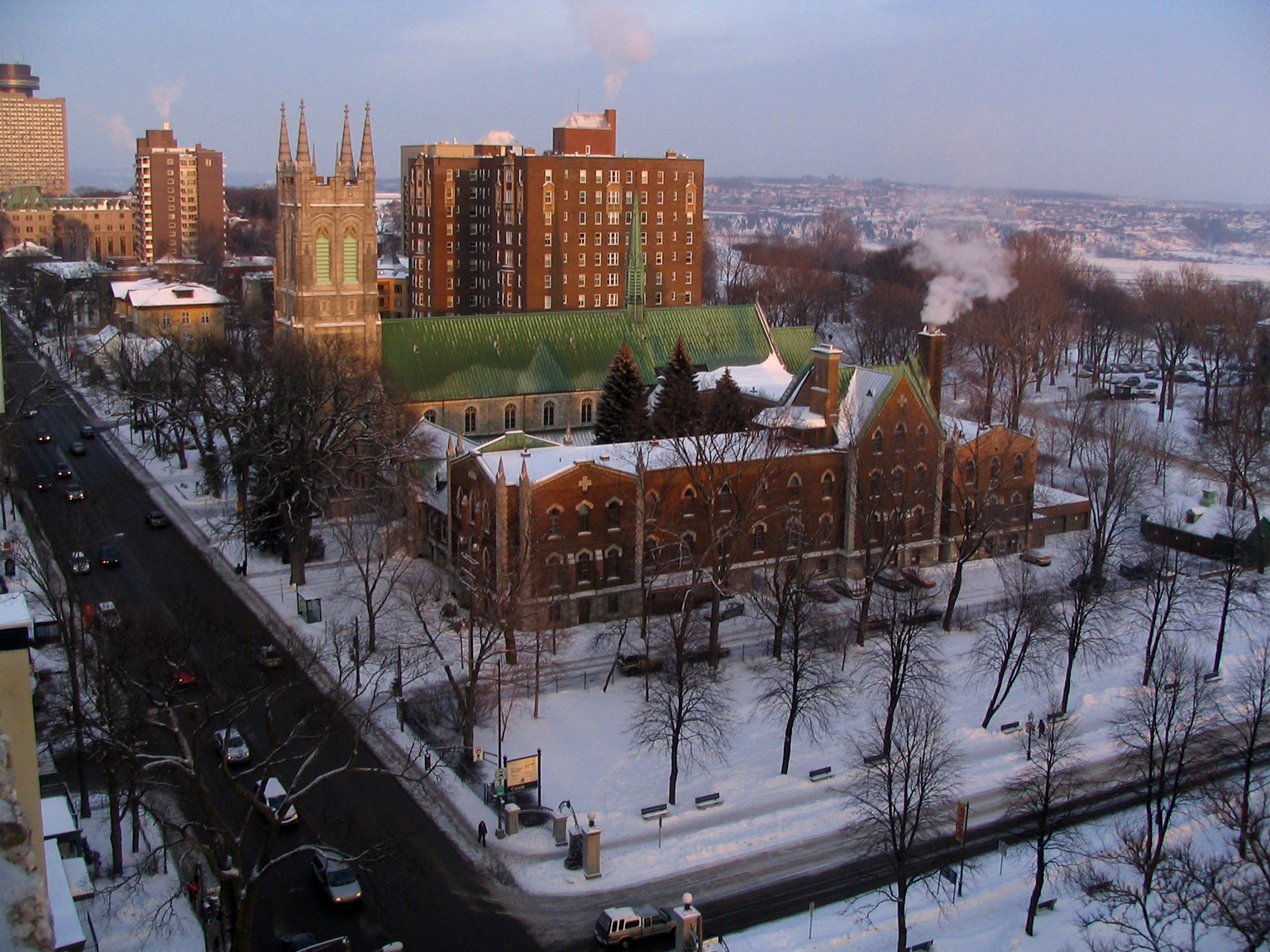
La construction du nouveau pavillon a nécessité la démolition de l'ancien couvent des Dominicains, au premier plan sur cette photo datant de 2007.

Après avoir analysé plusieurs scénarios, la direction du musée annonce que la construction du nouveau pavillon nécessitera la démolition du couvent, un édifice qui n'est pas classé en raison de sa faible valeur patrimoniale et dont la mise aux normes représenterait un investissement considérable, notamment en raison de la forte présence d'amiante dans la structure. Cette décision est approuvée par la congrégation religieuse, qui la juge préférable à la construction de 10 condominiums de haut de gamme sur le site, comme le prévoyait un projet piloté par l'assureur Industrielle Alliance en 2004.
La démolition projetée des ailes sud et ouest du cloître, construites en 1920 et partiellement rebâties après un incendie en 1939, fait toutefois l'objet d'une controverse à Québec, menée par la conseillère municipale Anne Guérette, qui aurait préféré que le bâtiment existant soit intégré au nouveau pavillon. La conseillère reçoit l'appui de la fondatrice du Centre canadien d'architecture, Phyllis Lambert, pour qui la démolition de l'édifice « envoie un message négatif vis-à-vis de la conservation du patrimoine ».
Les travaux de démolition sont amorcés en avril 2011 et ont duré presque trois mois. Plusieurs œuvres d'art qui ornaient les murs de l'établissement ont été données au MNBAQ par les frères dominicains. Certaines de ces toiles ont été restaurées et exposées au musée. En dépit des travaux de démolition, un orme d'Amérique âgé entre 150 et 200 ans situé sur les abords du terrain, près de la Grande Allée, a été préservé. Il a subi un élagage léger à l'automne 2011, en vue de le préserver de la maladie hollandaise de l'orme, en plus d'être aéré et fertilisé.
Les travaux d'excavation du site qui ont suivi la démolition du couvent ont permis d'effectuer des fouilles archéologiques sur le site. En octobre 2011, le chantier a été arrêté temporairement après la découverte d'ossements humains datant de la bataille des Plaines d'Abraham de septembre 1759. À quelques mètres de la sépulture, les archéologues de la firme Ruralys ont aussi retrouvé des pieux et des fragments de bois qui correspondent à la redoute Wolfe, un ouvrage défensif construit par les troupes d'occupation anglaise du gouverneur James Murray en 1760 afin de repousser une éventuelle contre-attaque française contre la ville. Bien qu'une analyse ultérieure n'ait pu démontrer l'âge ou le sexe des ossements retrouvés sur le site, plusieurs artefacts retrouvés près de la sépulture — trois boutons de laiton ainsi qu'une boucle de ceinture —, confirment qu'il s'agit d'un militaire, probablement un soldat, mort dans la bataille qui a scellé le sort de la Nouvelle-France, selon la firme responsable des fouilles.

### Concours international d'architecture

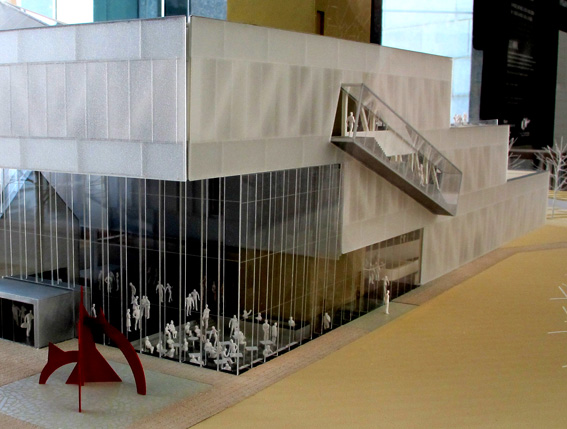
La maquette du projet retenu au terme du concours international d'architecture.

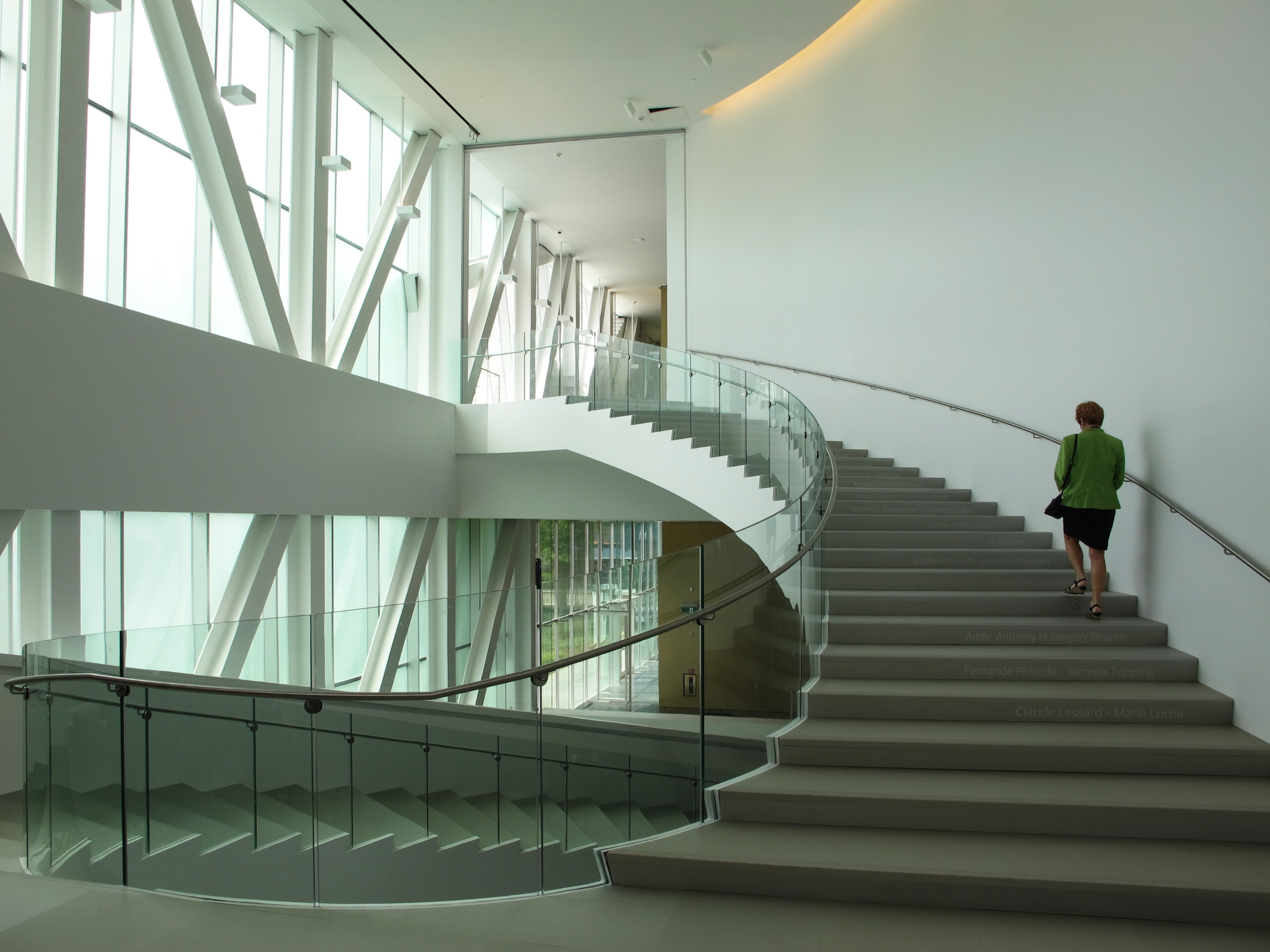
Le grand escalier.

En mai 2009, le conseil d'administration du musée lance un concours d'architecture international en vue d'aménager une nouvelle aile au musée. Quelque 109 projets, provenant de 19 pays ont été soumis en vue d'une première évaluation, portant sur les aspects techniques. Le projet gagnant a été déterminé par un jury d'architectes, d'urbanistes et de conservateurs de musée. Le projet gagnant devait répondre à une série de critères sur les superficies des espaces, la conservation d'un orme centenaire bordant la propriété, sur Grande Allée ainsi que sur des considérations très précises sur le plan du climat, de l'humidité et de l'éclairage.
Le projet retenu à l'unanimité par le jury a été proposé par la firme Office for Metropolitan Architecture de l'architecte néerlandais Rem Koolhaas et du bureau Provencher_Roy de Montréal mise sur un effet d'étagement en permettant de relier les plaines d'Abraham en bas et la rue en haut, unissant la ville à la nature.
Les cinq propositions des finalistes ont été présentées au public de la capitale au cours d'une exposition présentée par le MNBAQ en 2010 et 2011.
Les propositions qui n'ont pas été retenues représentaient:
- Un diamant unissant haute et basse-ville des firmes Barkow Leibinger Architekten (Berlin) / Imrey Culbert (New York);
- Un pont géométrique de Brière Gilbert Associés Architectes (Montréal) / Nieto Sobejano Architectos (Madrid);
- Une structure en forme de coquillage de Allied Works Architecture (Portland, OR) / Fichten Soiferman et Associés Architectes (Montréal);
- Une promenade couverte du Groupe Arcop architectes (Montréal) / David Chipperfield architects (Londres).

### Construction
Un premier appel d'offres public pour la construction de l'édifice a été lancé à la fin de 2011. Les entrepreneurs Verreault, Pomerleau et EBC ont soumis des propositions en juin 2012 qui se chiffraient à environ 75 millions $ pour la construction uniquement, un montant jugé beaucoup trop élevé par la direction du musée, qui a annulé l'appel d'offres. Le maître d'œuvre et les architectes ont dû revoir les matériaux utilisés et « la disposition de certains éléments prévus dans le programme fonctionnel et technique » afin de faire diminuer les coûts.
Le second appel d'offres, dévoilé en mars 2013, a permis de réduire les coûts de construction du nouveau pavillon sous la barre des 60 millions $, Verreault déposant la soumission la plus basse à 59 577 000 $, soit environ 325 000 $ de moins que EBC.

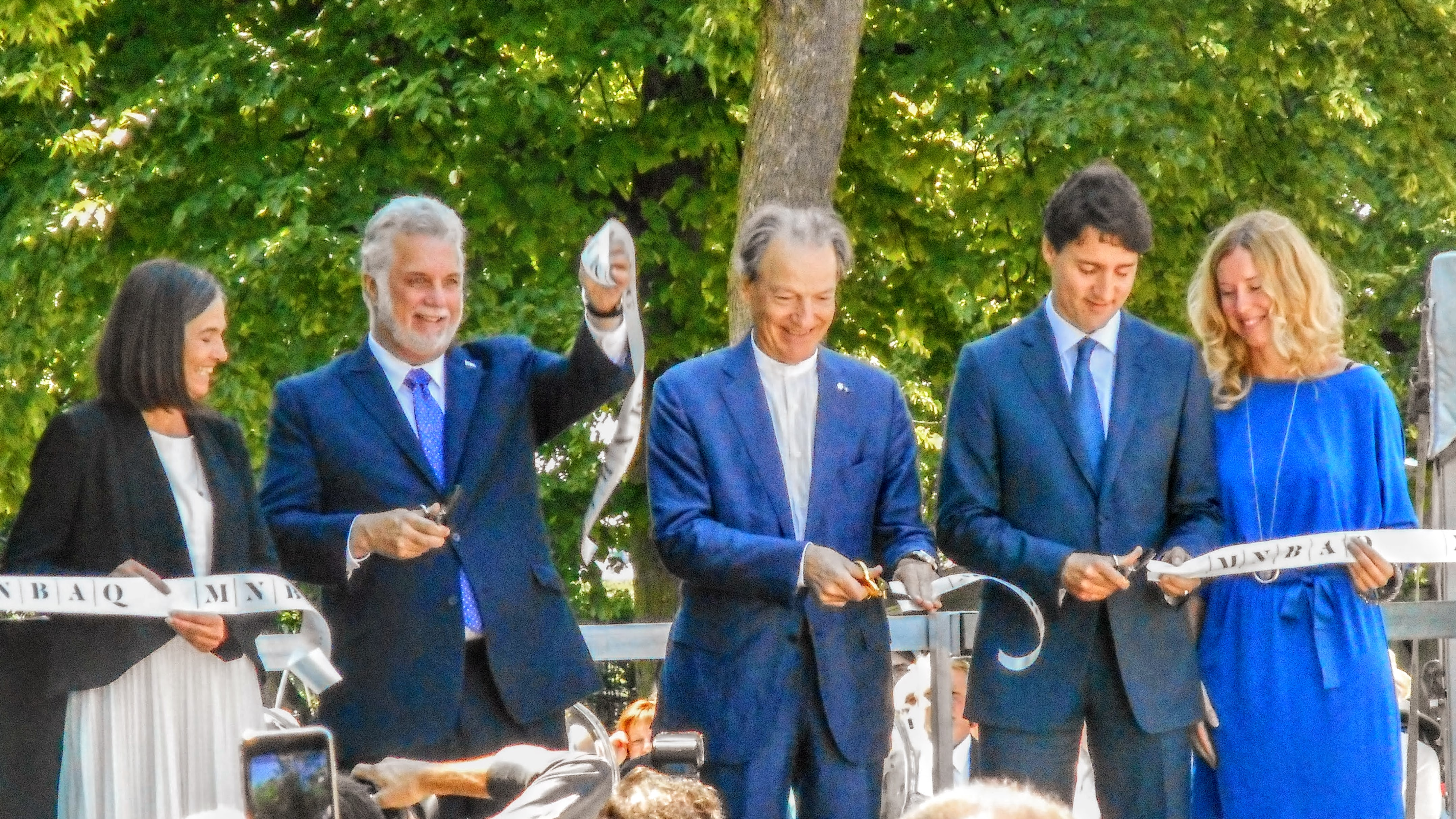
Inauguration officielle du pavillon Pierre-Lassonde le 24 juin 2016.

Le contrat est d'abord accordé à Verreault, qui est le plus bas soumissionnaire conforme. Cependant, l'entreprise, contrôlée par la firme d'ingénieurs Dessau a été mise en cause durant les travaux de la Commission Charbonneau et n'a pas obtenu son certificat de bonne conduite de l'Autorité des marchés financiers pour obtenir un contrat public de plus de 40 millions $, tel que le prévoit une nouvelle loi sur l'attribution de contrats publics.
Malgré le fait que le gouvernement ait adopté un décret en mai autorisant le musée à conclure le marché avec le plus bas soumissionnaire, le contrat n'est pas signé. En juin 2013, Verreault Construction et sa société mère sont inscrites au Registre des entreprises non admissibles aux contrats publics (RENA) et le contrat est signé avec la firme EBC, qui devient le plus bas soumissionnaire conforme.

## Description

### Ouverture sur la rue

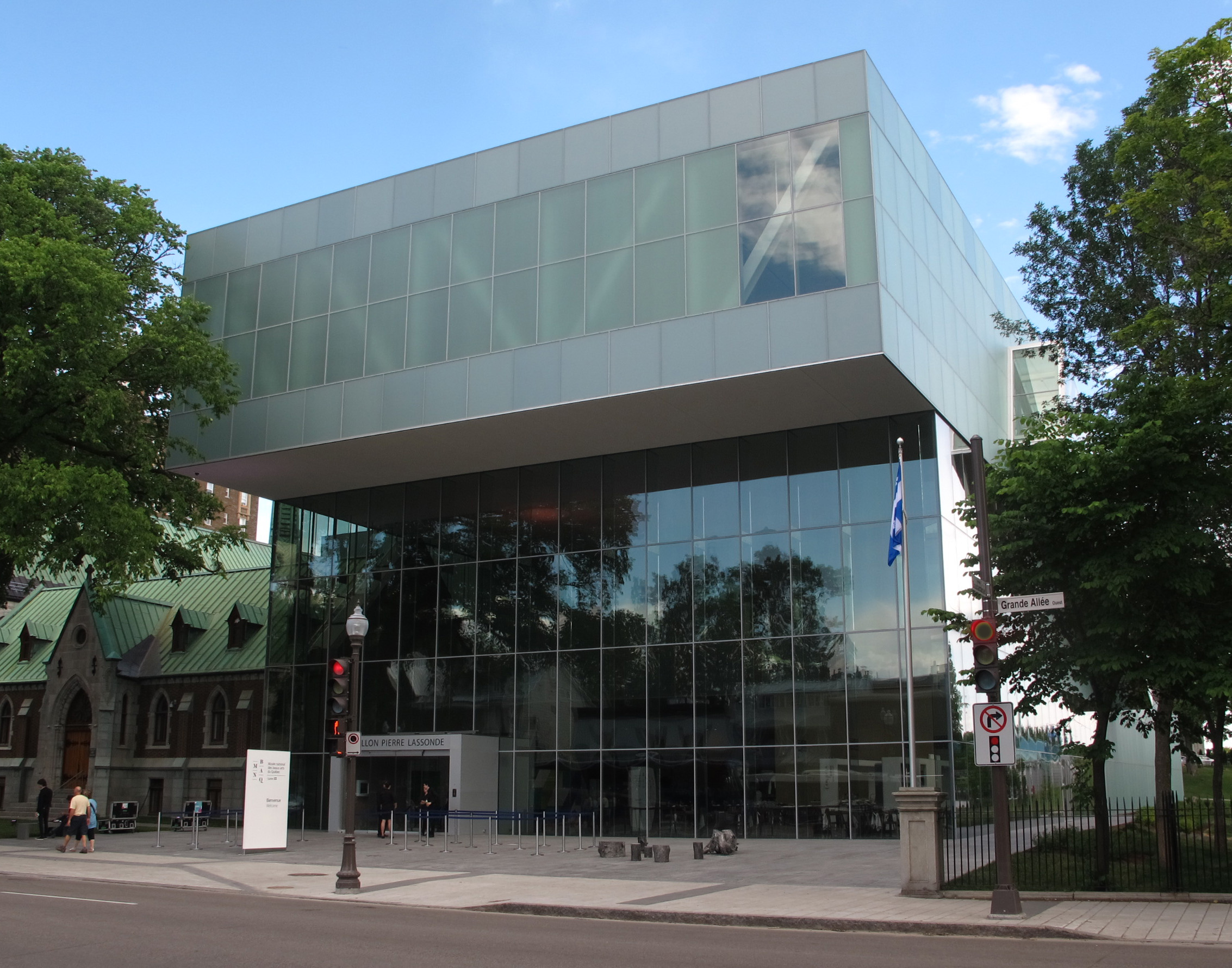
L'entrée du pavillon donne sur la Grande Allée.

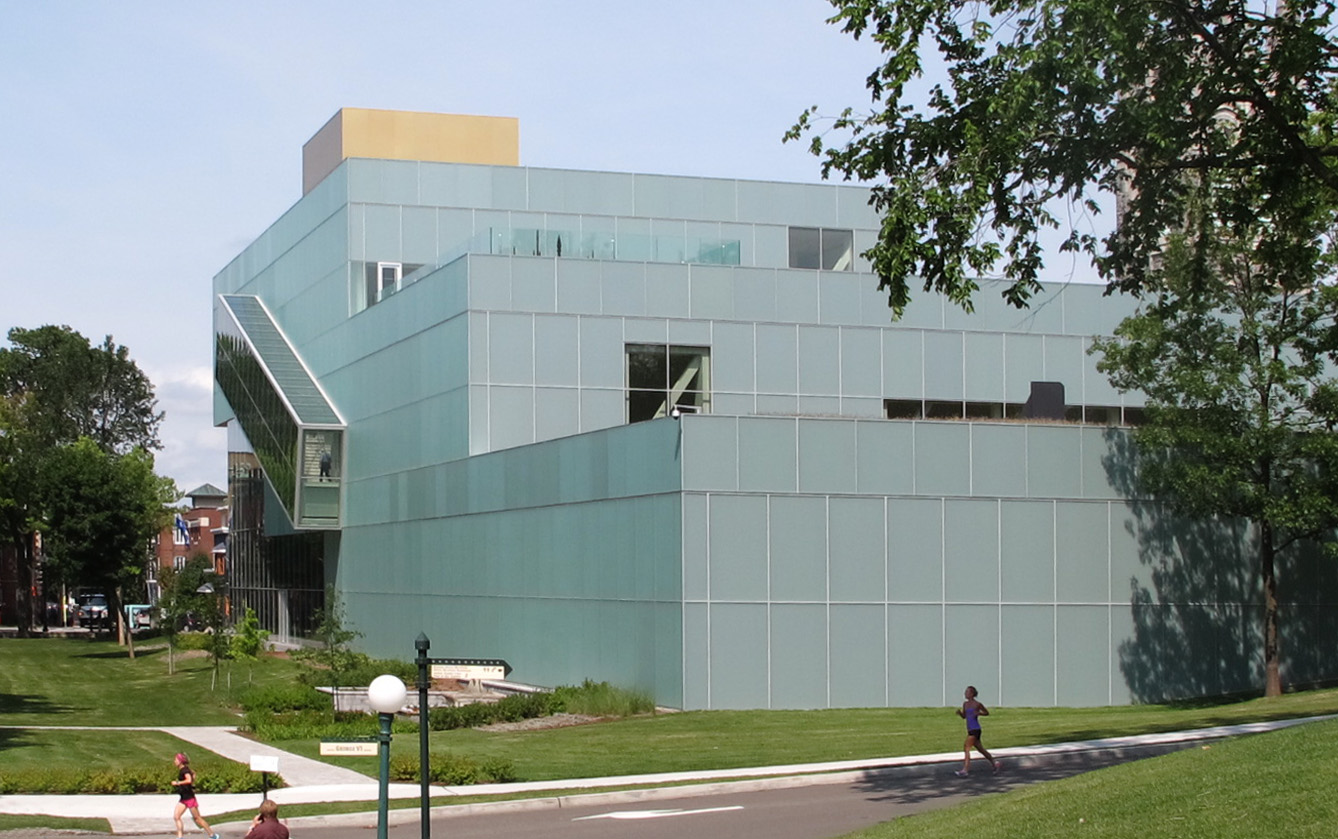
Le pavillon vu du pavillon central.

Le nouveau pavillon côtoie avantageusement les arbres matures du parc des Champs-de-Bataille, qui lui fournissent un écran diffus facilitant son intégration au paysage.
La devanture n’en devient que plus interactive. Elle nous lance un jeu de trois blocs de verres superposés en porte-à-faux, aux volumes régressifs. Ils s’assemblent en une cascade de structures orthogonales rendues légères grâce à l’enveloppe transparente ou translucide qui les recouvre et à une armature d’acier dessinant des droites obliques élancées et fuyantes. Les panneaux de verre, qui incidemment dépassent les normes LEED d’isolation thermique, varient en opacité et en texture selon les étages, animant la relation entre l’intérieur et l’extérieur.
Plus de 2000 panneaux de verre de 270 kg chacun ont été fabriqués par l'entreprise Multiver, du quartier Vanier à Québec. La construction d'un musée avec des panneaux de verre représentait un défi, considérant l'environnement nordique de Québec: « du verre énergétique qui empêche les grandes variations de température, des verres qui sont transparents, mais pas trop, afin de protéger les œuvres d'art », explique le patron du fabricant.

### Bloc d’entrée

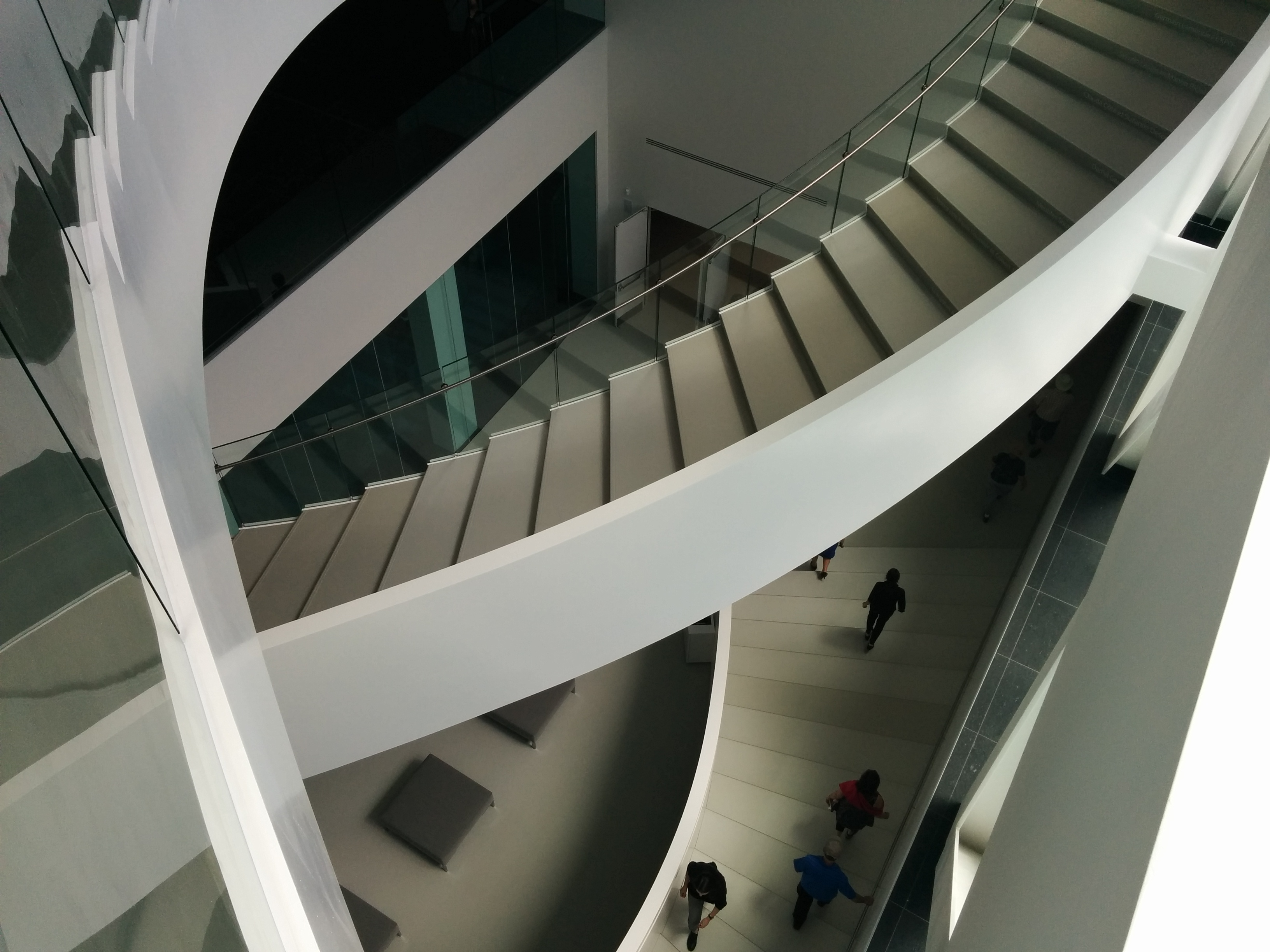
L'escalier de 79 marches.

Le hall de grande dimension (26,5 m de large par 12,5 de hauteur) met en scène une agora publique sous un décor à dominance blanche, deux gestes architecturaux majeurs ont été posés.
La spirale d’un monumental escalier de 79 marches au garde-corps transparent, s’élance sur trois niveaux, d’une mezzanine à l’autre, depuis le sous-sol.
La masse d’un immense pentagone en béton armé a été moulée au sol sur place, avant d’être hissée pour s’accoler au mur ouest sur toute sa hauteur, liant l’aspect contemporaine à la solidité du passé, puisque tout derrière et sous la même forme s’appuie une aile du vénérable bâtiment voisin, le presbytère néogothique de l’église Saint-Dominique, construite en 1930. À la base de la dalle de béton, une ouverture vert feuille encastre le vestiaire.

### Bloc médian
La spirale de l’escalier se résout dans le bloc médian, sur un grand hall sans colonnes portantes, qui accueille des œuvres grand format d’art contemporain.
Le design et l’art décoratif québécois post 1950 y sont aussi exposés, en un assemblage exclusif regroupant près de 150 objets, qui interagissent avec les visiteurs.
L’agencement des divisions de l’espace multiplie les percées visuelles et maintient le contact avec l’extérieur : le grand parc, les constructions de pierres du voisinage, les autres pavillons du musée.

### Bloc supérieur

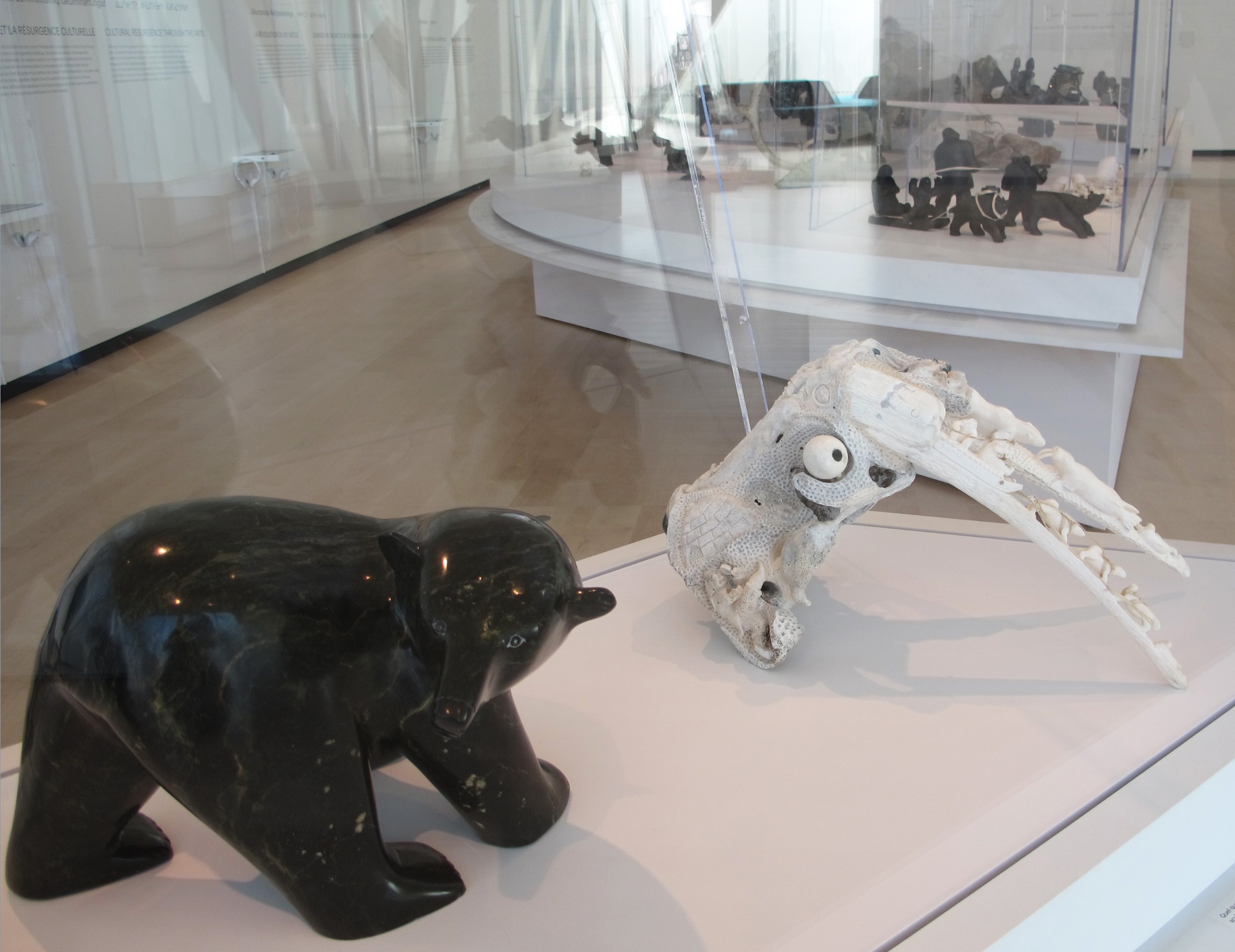
La collection d’art inuit Brousseau

Le bloc supérieur s’atteint par un escalier vitré, accroché en surplomb à une façade latérale de l’édifice, tout en géométrie orthogonale encore, donnant au visiteur un moment de détente entre les galeries, et l’impression de survoler la nature ambiante.
L’art inuit contemporain occupe l’avant de l’étage, sous un éclairage naturel diffus qui semble boréal et le met en valeur. La collection présentée est d’une qualité exceptionnelle et constitue l'une des plus importantes au monde.
Les galeries voisines abondent de trésors d’art visuel que les réserves du musée ne pouvaient excaver depuis trop longtemps. Une collection impressionnante d’œuvres d’artistes québécois d’après la Révolution tranquille y est rassemblée.

### En sous-sol

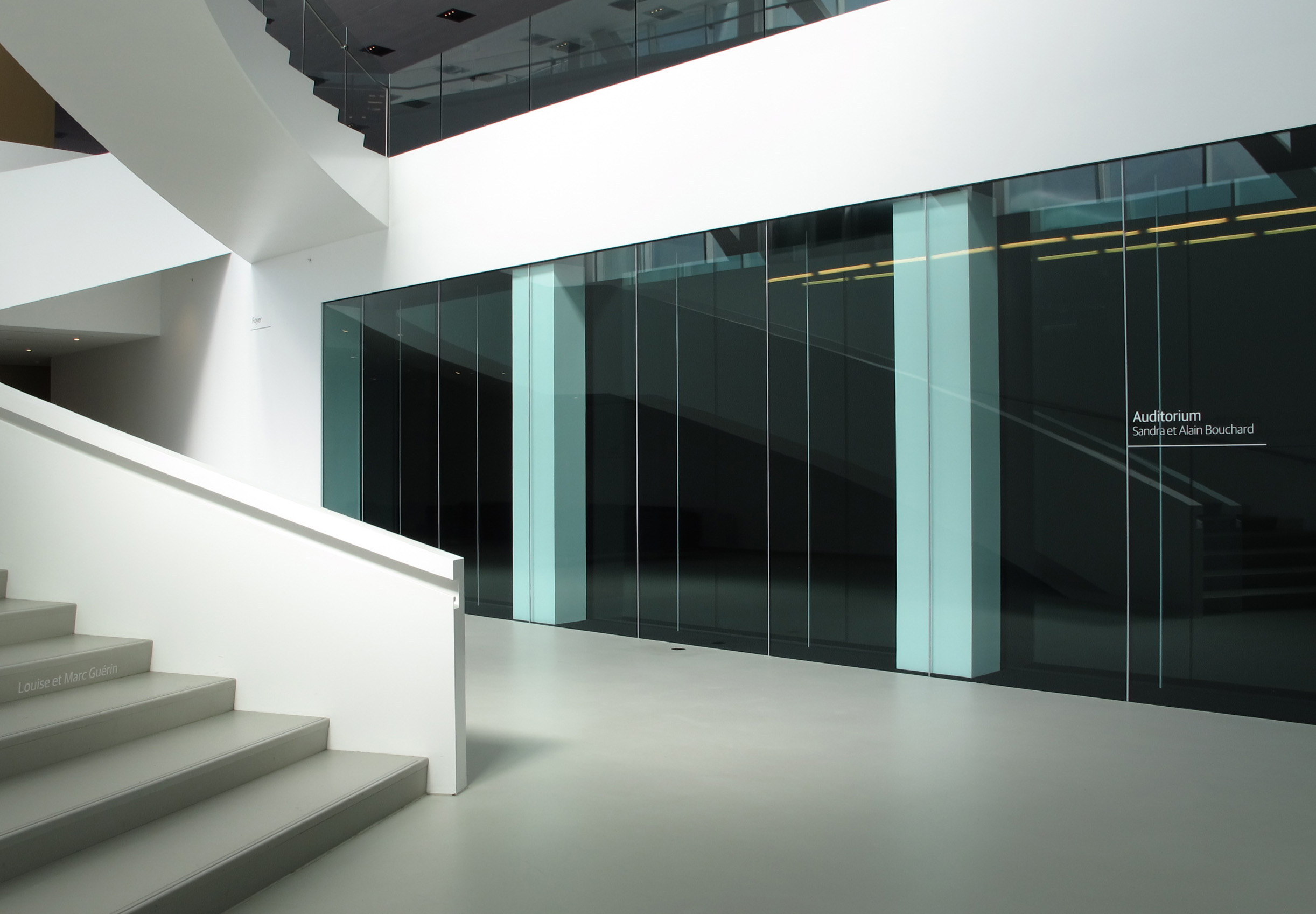
Auditorium Sandra et Alain Bouchard.

Un auditorium de 256 places est suivi d’un long et large corridor, sorte de galerie aux trésors, la vedette en étant l’immense fresque de Jean-Paul Riopelle, L'Hommage à Rosa Luxemburg (1992).
On y découvre aussi une quarantaine d’installations produites au Québec durant les dernières décennies. La galerie/corridor lie stratégiquement les anciens pavillons du musée à la nouvelle construction.
Chacun des trois grands volumes de verre et d’acier qui constituent le musée est plus petit que celui qui le soutient. Le débord des toits qui en résulte est largement verdi, en partie aménagé en terrasses offrant, çà et là, une vue sur le fleuve.

### À l'extérieur

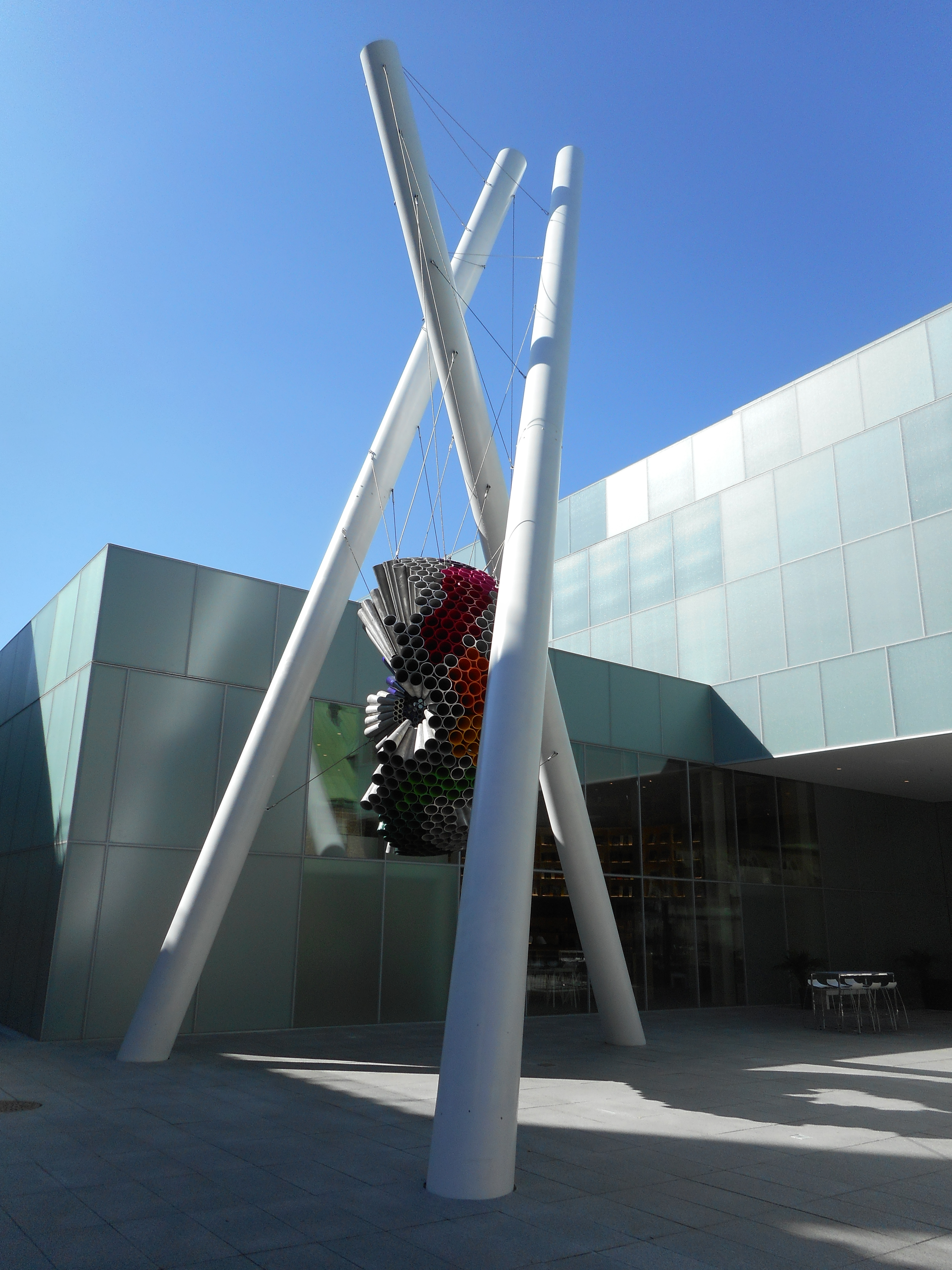
La sculpture Cosmogonie sans genèse de Ludovic Boney est installée dans la cour intérieure du musée.

Un jardin au rez-de-chaussée poursuit l’interpénétration de la construction et des végétaux. Une sculpture de l'artiste huron-wendat Ludovic Boney, Cosmogonie sans genèse, une autre de Patrick Coutu, Le jardin du sculpteur, habitent les terrasses. Les deux sculptures ont été produites spécialement pour être intégrées au nouvel édifice dans le cadre de la politique gouvernementale qui consacre 1 % du coût de construction du projet à l'acquisition d'œuvres d'art.
Plusieurs galeries, salons, jardins, une boutique, un café, invitent à la promenade, mêlant la détente à l’observation des œuvres, amenant jusqu’à la programmation des lieux l’hybridité art/nature/architecture qui constitue l’identité du nouvel espace.